# Sanjacado
Sanjacado, sanjacato o sanyacado (en turco: sancak, lit. bandera o estandarte) era el nombre de una de las subdivisiones administrativas del Imperio otomano. En árabe los sanjacados eran llamados liwa.

## Historia
Los sanjacados eran originalmente las subdivisiones de primer nivel del Imperio otomano. Surgieron a mediados del siglo XIV como distritos militares que formaban parte del timar, un sistema militar-feudal. Además de un ejército profesional con paga, el ejército otomano tenía unidades de caballería (cuyos hombres eran denominados cipayos [sipahi] o espahíes [spahis]), los cuales prestaban servicios militares a cambio de tierras concedidas por el Sultán. Estas propiedades eran llamadas de zaim o zeamet en el caso de las más grandes, y timar en el de las menores. 
Los espahíes se presentaban para las guerras de acuerdo con el sanjacado en el cual vivían, y eran liderados por un oficial llamado sanjaco, equivalente aproximadamente a "gobernador de distrito". Con la formación de nuevas divisiones de primer nivel en el imperio, los beylerbeyliks (posteriormente eyalatos y valiatos), a finales del siglo XIV), los sanjacados pasaron a ser divisiones de segundo nivel. El número de sanjacados en el imperio varió mucho a lo largo de los siglos; las reformas del Tanzimat realizadas en el siglo XIX hicieron que el número escalase a más de 400, pero usualmente oscilaban en torno de 150.
No todos los sanjacados formaban parte de una provincia; algunos estaban en áreas recién conquistadas, que todavía tenían que ser designadas a una provincia específica, en cuanto que otras, como Bengasi y Çatalca, permanecieron independientes del sistema de provincias, con sus líderes subordinados directamente a la Sublime Puerta.
A su vez, un sanjacado puede dividirse en subunidades menores, llamadas kadiluks, donde cada una tenía un cadí o juez. El nombre contemporáneo de la región balcánica de Sandžak proviene de su anterior estatus turco como Sanjacado de Novi Pazar.